# Newtown (Hampshire)
Newtown – wieś w Anglii, w hrabstwie Hampshire, w dystrykcie Basingstoke and Deane. Leży 35 km na północ od miasta Winchester i 84 km na zachód od Londynu.